# 征平・宮根のクチコミぃ!?
『征平・宮根のクチコミぃ!?』（しょうへい・みやねのクチコミぃ）は、2005年10月16日から2006年2月までテレビ大阪で放送されていた情報バラエティ番組。放送時間は毎週日曜 11:30 - 12:54 （日本標準時）。

## 概要
2005年9月まで火曜20時台に放送されていた『征平・宮根のヨソ様の事情』のリニューアル版で、同様に元関西テレビアナウンサーの桑原征平と元朝日放送アナウンサーの宮根誠司が司会を務めていた。本番組ではさらに、大阪出身のアイドル・吉岡美穂が司会に加わった。
番組は、視聴者からの口コミ情報を基にした内容で放送されていた。

## 出演者

### 司会
- 桑原征平
- 宮根誠司
- 吉岡美穂

### レギュラー出演者
- たむらけんじ
- オーケイ
- レギュラー
- 榎戸教子（当時テレビ大阪アナウンサー）